# Grenaa Skibsværft
Grenaa Skibsværft er et dansk reparationsværft. Værftet, der blev etableret i 1934, er beliggende i Grenaa.
Indtil 1968 var værftet udelukkende et træskibsværft, men i 1968 begyndte værftet også at reparere stålskibe. I august 1977 var det slut med nybyggeri, efter kutteren Villads Haubo var blevet søsat.
I dag er værftet udelukket reparationsværft, hvor der arbejdes med både træ, stål og glasfiber. Værftet servicer omkring 120 skibe på deres beddinger hvert år, samtidigt med at der langs værftets monterings-bro, repareres og moderniseres forskelige skibstyper.

## Historie
- 1934 – Jens Vester, købte i 1934 August Nielsens Skibs- og Bådbyggeri.
- 1968 – Nuværende ejer Christen Vester, og hans bror Niels Vester, træder ind i værftets ledelse.
- 1968 – Værftet indleder en overgang fra træskibsværft til reparationsværft, hvilket bl.a. betød at værftet nu også begyndte at servicere stålskibe.
- 1977 – Den sidste nybyggede træbåd Villads Haubo forlader værftet som skib nummer 90. Herefter er værftet udelukket et reparationsværft.

## Ekspertise
- Aluminiumsarbejde.
- Stålarbejde.
- Skibstømrerarbejde.
- Ombygning.
- Reparation.
- Smedearbejde.
- Kølhaling
- Malerarbejde
- Svejsearbejde

## Produktionskapacitet

### Bedding
Værftet har tre beddingsanlæg.
Bedding 1
- Længde: 46 meter
- Bredde: 7,5 meter
- Løftekapacitet: ca. 500 tons

Bedding 2
- Længde: 25 meter
- Bredde: 6 meter
- Løftekapacitet: ca. 150 tons

Bedding 3
- Længde: 36 meter
- Bredde: 7 meter
- Løftekapacitet: ca. 300 tons